# 川上操六

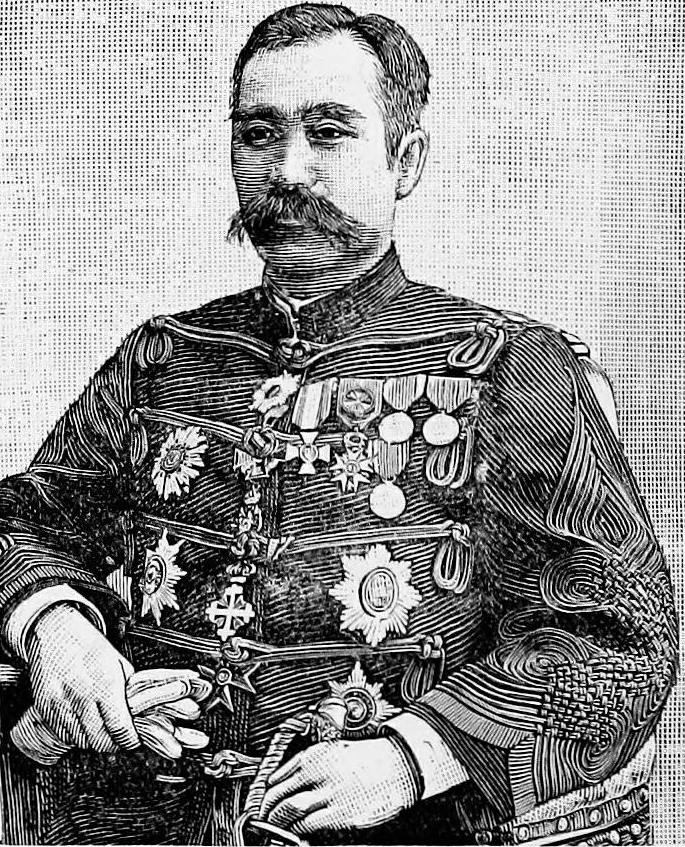
参謀次長時代の川上操六

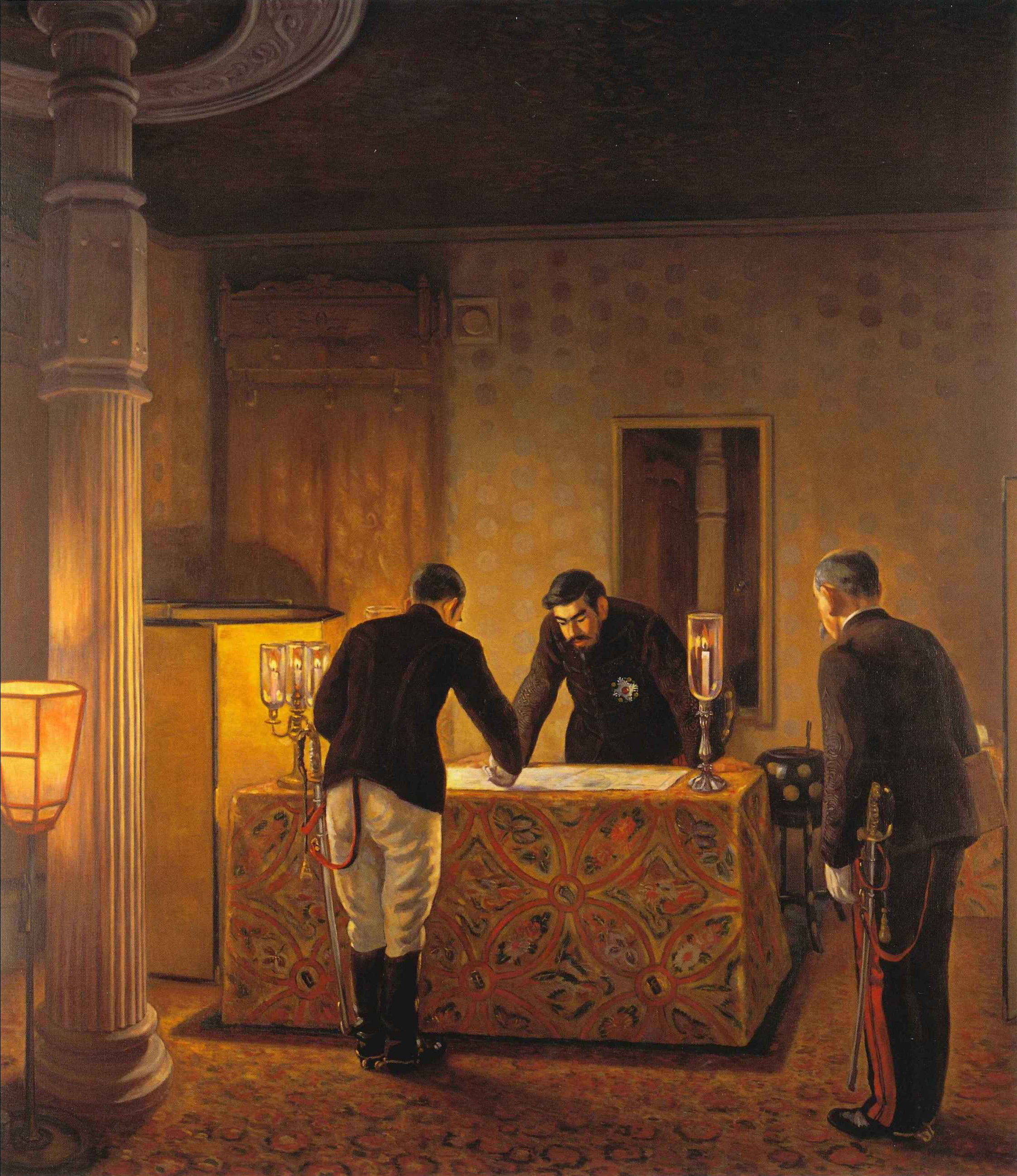
広島大本営で明治天皇（中央）に戦況の説明を行う川上操六（左）

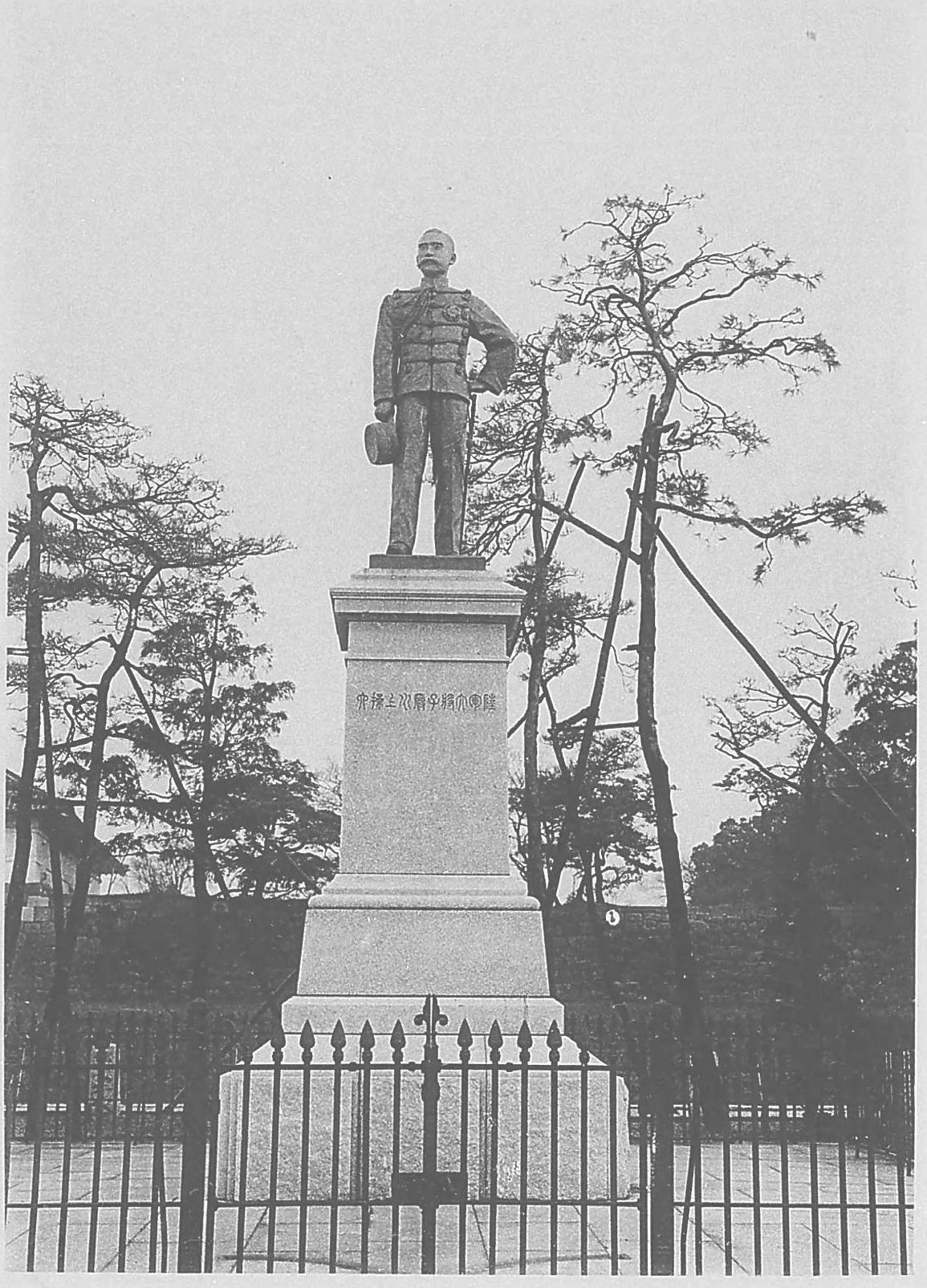
九段坂にあった銅像

川上 操六（かわかみ そうろく、1848年12月6日〈嘉永元年11月11日〉 - 1899年〈明治32年〉5月11日）は、明治期の日本の陸軍軍人。旧薩摩藩臣。官位は参謀総長・陸軍大将。栄典は従二位・勲一等・功二級・子爵。桂太郎、児玉源太郎とともに、「明治陸軍の三羽烏」とされる。
長男の素一は陸軍歩兵少佐、娘は小原伝陸軍中将に嫁ぐ。

## 略歴
薩摩国鹿児島郡鹿児島城外吉野村中ノ町にて、島津氏譜代の臣川上伝左衛門親徳の第3子として生まれる。幼名は宗之丞。母は肝付氏の五郎兵衛の娘のなか子。兄に藤七親綱、弟に茨城県警察部長となった親義がいる。その下の弟である丈一は西南の役で戦死した。川上氏は島津家一族で、その庶流であったが、数代前に家運が衰微したため、祖父の時に鹿児島城下より寒村の吉野村に移っていた。
藩校造士館で学び、慶応2年（1866年）には18歳で同館の師員に列した。慶応3年（1867年）洋式兵制導入とともに分隊長に抜擢され、明治元年正月（1868年）に十番隊隊長中島健彦に従い上洛、戊辰戦争に身を投じ、鳥羽・伏見の戦い以降、越後・出羽・箱館へと転戦した。
戦後上京し明治4年（1871年）4月よる陸軍に出仕。同年7月、陸軍中尉・御親兵第2大隊付に任ぜられる。近衛歩兵第3大隊長、近衛歩兵第2連隊大隊長、参謀局出仕を経験し階級は陸軍少佐に昇る。
明治10年（1877年）の西南戦争では、山県有朋陸軍卿の使命を領して単身熊本城に入り、歩兵第13連隊長心得として功を立てる。明治11年（1878年）12月、歩兵中佐・歩兵第13連隊長。明治13年（1880年）5月に歩兵第8連隊長、同15年（1882年）2月には歩兵大佐に進み近衛歩兵第1連隊長に就任。
明治17年（1884年）には陸軍卿大山巌に随行し欧米諸国の兵制を視察。帰国後の明治18年（1885年）に陸軍少将兼参謀本部次長、同19年（1886年）に近衛歩兵第2旅団長を務めた後、同20年（1887年）には再びヨーロッパに渡りドイツで兵学を学ぶ。
明治21年（1888年）、帰国し同22年（1889年）3月より参謀次長。明治23年（1890年）、陸軍中将に進級。
明治26年（1893年）から清国に出張の後、設置された大本営で陸軍上席参謀兼兵站総監につき日清戦争開戦に大きく関わる。特に、第1軍司令官の山県有朋が、独断専行して清軍に積極攻勢をかけた際には、「おやじ老いたり」と、参謀総長に進言し山県軍司令官の即時解任を提案、勅命により、山県を11月に帰国させることになった。明治28年（1895年）3月には征清総督府参謀長に任命される。日清戦争では、それまで川上が推し進めた軍の近代化が功を奏した。その功により8月に勲一等旭日大綬章・功二級金鵄勲章を賜り、子爵を授けられる。
台湾・仏印・シベリア出張を経て明治31年（1898年）1月に参謀総長に就任。同年9月、陸軍大将に任命されるが、翌年5月に薨去。享年52。薨去に伴い従二位に叙され勲一等旭日桐花大綬章を賜る。
薩摩藩出身者として藩閥の中心人物と成りうる人物であったが、本人は派閥意識を持たず、出身藩にこだわらず幅広く人材を登用し、教育方面でも、成城学校（新宿区原町）校長を務めるなど、優秀な軍人育成に貢献した。
墓所は東京都港区の青山霊園。現存はしていないが、没後に靖国神社に程近い九段坂に銅像が建立されていた。

## 栄典
位階
- 1885年（明治18年）7月25日 - 正五位[6]
- 1886年（明治19年）10月28日 - 従四位[7]
- 1890年（明治23年）6月19日 - 従三位[8]
- 1898年（明治31年）3月8日 - 正三位[9]
- 1899年（明治32年）5月11日 - 従二位[10]

勲章等
- 1885年（明治18年）4月7日 - 勲三等旭日中綬章[11]
- 1889年（明治22年）11月25日 - 大日本帝国憲法発布記念章[12]
- 1892年（明治25年）5月28日 - 勲二等瑞宝章[13]
- 1895年（明治28年）
  - 8月5日 - 勲一等旭日大綬章・功二級金鵄勲章・子爵[14]
  - 11月18日 - 明治二十七八年従軍記章[15]
- 1899年（明治32年）5月11日 - 旭日桐花大綬章[10]

外国勲章佩用允許
- 1885年（明治18年）2月10日[16]
  - イタリア王国：聖マウリッツィオ・ラザロ勲章コンマンデール
  - ロシア帝国：神聖アンナ第二等勲章
  - オーストリア＝ハンガリー帝国：フランツ・ヨーゼフ勲章コムトゥールクロイツ
  - フランス共和国：レジオンドヌール勲章オフィシエ
- 1885年（明治18年）10月5日 - ドイツ帝国：赤鷲第三等勲章[17]
- 1888年（明治21年）6月29日 - メクレンブルク＝シュヴェリーン大公国：グライフ勲章グロスコムトゥールクロイツ[18]
- 1892年（明治25年）4月11日 - ロシア帝国：神聖アンナ第一等勲章[19]
- 1894年（明治27年）10月10日 - カンボジア王国：カンボジア王室勲章グランクロア[20]
- 1896年（明治29年）5月4日 - ドイツ帝国：双剣付赤鷲第一等勲章[21]
- 1898年（明治31年）
  - 4月29日 - フランス共和国：レジオンドヌール勲章グラントフィシエ[22]
  - 5月18日 - 大清帝国：頭等第三双龍宝星[23]
  - 7月2日 - ロシア帝国：白鷲勲章[24]
  - 9月30日 - フランス共和国：ドラゴン・ド・ランナン（大南龍星）勳章グランクロワ[25]

## 川上操六が登場する作品
書籍
- 坂の上の雲 - 司馬遼太郎 著
- 王道の狗 - 安彦良和 著

映像
- 夜会の果て（1997年）NHK、演：森田順平
- 坂の上の雲（2009年-2011年）NHKスペシャルドラマ、演：國村隼
- 八重の桜（2013年）NHK大河ドラマ、演：奥田達士

## 著作等
- 『印度支那視察大要』川上操六著、(発行者不明)、1897年。

## 親族
- 妻：ユイ（田中万左衛門三女）[26]
- 長男：素一（子爵、陸軍歩兵少佐、主猟官）[26]
  - 妻：千代子（伊東祐麿三女）[26]
- 孫：邦良（子爵、素一長男）[26]
  - 養子・姪：典子（ふみこ、佐竹義履長女、坂本力夫人）[26]
- 孫：保枝（素一長女、佐竹義履夫人）[26]

※1934年9月の邦良没後、女戸主となり爵位を返上した。

## 関連文献
- 佐藤守男『情報戦争と参謀本部--日露戦争と辛亥革命』芙蓉書房出版、2011年。ISBN 978-4-8295-0538-0 陸軍の情報将校の系譜を、薩摩藩系（島津斉彬→西郷隆盛→川上操六）と佐賀藩系（鍋島直正→江藤新平→福島安正→宇都宮太郎）の2系統で捉える。情報将校としての川上の位置を描き出している。
- Avilov, Roman S. “The Visit of the Vice-Chief of the Japanese Army’s General Staff Kawakami Sōroku to Priamur Military District (1897).” RUDN Journal of Russian History 19, no. 4 (November 2020): 934–951.